# Euseius hima
Euseius hima är en spindeldjursart som först beskrevs av Pritchard och Baker 1962.  Euseius hima ingår i släktet Euseius och familjen Phytoseiidae. Inga underarter finns listade i Catalogue of Life.